# Rodolph Niamien Amessan
Rodolph Niamen Amessan (Abidjan, 27 settembre 1990) è un calciatore ivoriano, attaccante dell'Alcains.

## Carriera
Ha giocato nella massima serie dei campionati portoghese, cipriota e lussemburghese.